# Partos kápolna

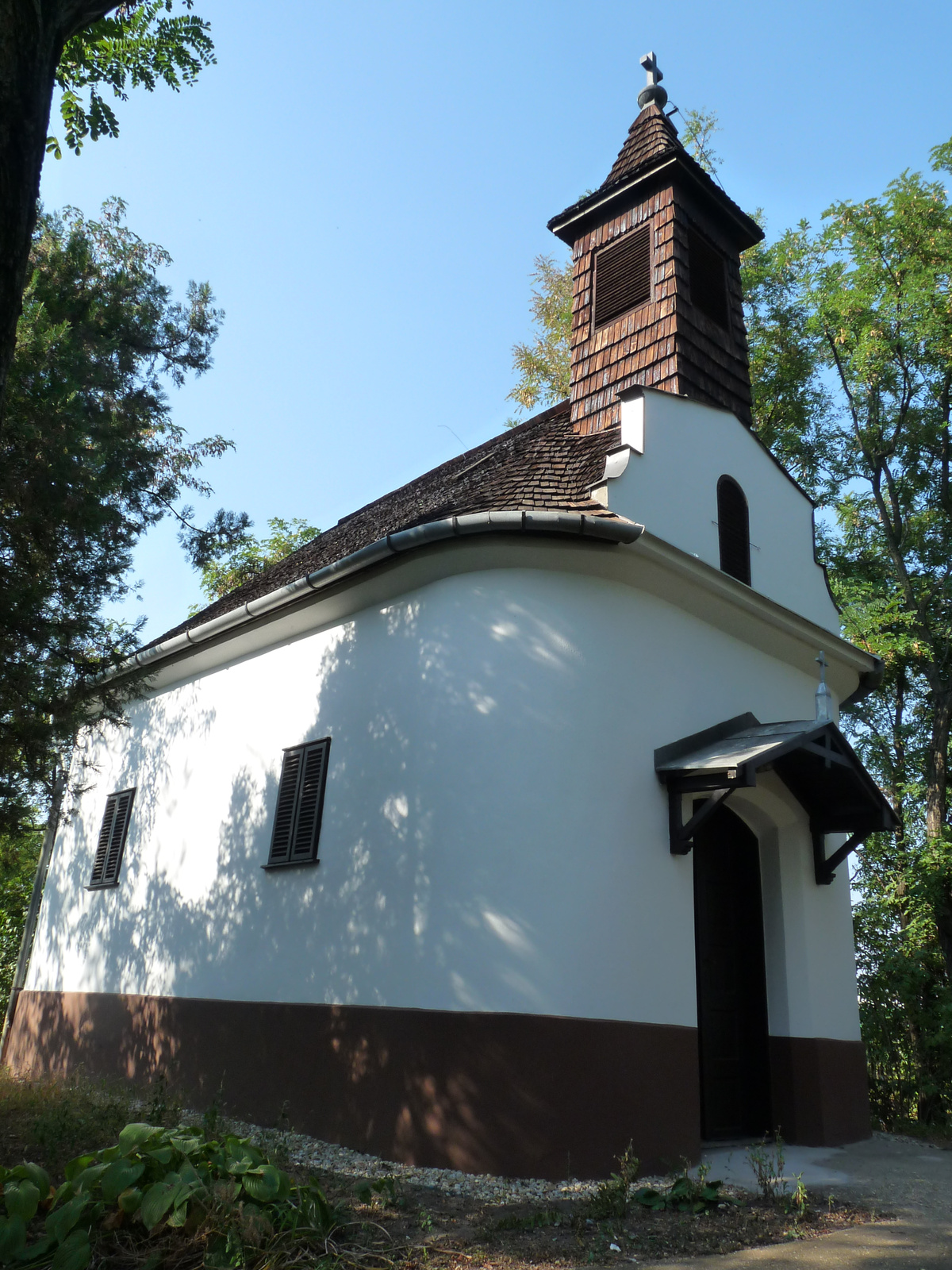

A szolnoki Partos kápolna a szolnoki vasútállomástól nyugatra áll, a Nyíl utca legvégén. A város legrégibb építészeti emléke.

## Történet
A Sarlós Boldogasszony szentélyét egy Kilian nevű német építtette Leslie Vilmos váci püspök 1717. október 12-én kelt engedélyével. Az egykori puskapormalom dombján álló – ezért „partos” – kápolnát 1799-ben újjáépítették. Harangját, 1814-ben szentelték fel. Oltárképét egy gyöngyösi festővel készíttette el Lendvay Mátyás szolnoki főbíró. Jelenleg az 1955-ben, Hubay Gyula által festett másolat áll az oltár mögött.
A 19. század közepén már leromlott állapotban volt a kápolna. 1869-ben felújították, és a zsindelyeket is kicserélték. 1870. július 2-án, Sarlós Boldogasszony napján került sor az újraszentelésre. 1916-ban földet vittek a halomról Budapestre, ahol koronázási dombot létesítettek IV. Károly király trónra emelése előtt.
1856-ban állítottak először feszületet a bejárat elé. Ezt a fakeresztet 1929-ben kőre cserélték, mellé a két lator keresztjét állítva.
1929-ben újra felújították. 
A kápolna teljes felújítás 1989 után történt. A szórványlelkészség és a görögkatolikus paróchia megalakulása után Vasár és ünnepnapokon 2006-ig naponta volt liturgia.
A kápolna teljes felújítás 1993-ban történt: a  tetőszerkezet faanyagát Máriapócsról, az 1991. évi pápalátogatásra emelt tábori oltárból kapta az egyházközség.
A felújításokat Jaczkó György görögkatolikus parókus szervezte és végeztette.